# Italiens Grand Prix 2008
Italiens Grand Prix 2008 var det fjortonde av 18 lopp ingående i formel 1-VM 2008.

## Rapport
Kvalet kördes i tilltagande regn vilket resulterade i att toppförare som Lewis Hamilton i McLaren, Robert Kubica i BMW och Kimi Räikkönen i Ferrari inte gick vidare från Q2. Den något annorlunda startordningen var Sebastian Vettel i Toro Rosso, Heikki Kovalainen i McLaren, Mark Webber i Red Bull, Sébastien Bourdais i Toro Rosso,  Nico Rosberg i Williams, Felipe Massa i Ferrari, Jarno Trulli i Toyota och Fernando Alonso i Renault. På grund av olycksriskerna på den våta banan startades loppet bakom säkerhetsbil. Vettel tog starten och drog ifrån eftersom han hade bättre sikt än konkurrenterna i sprayen bakom. Vettel ledde sedan loppet ända in i mål och vann sin och stallets första F1-seger, 12,5 sekunder före Kovalainen och drygt 20 sekunder före Kubica. Hamilton, som startade från femtonde rutan, körde upp sig till en sjunde plats och behöll därmed ledningen i VM-tabellen.

## Resultat
1. Sebastian Vettel, Toro Rosso-Ferrari, 10 poäng
2. Heikki Kovalainen, McLaren-Mercedes, 8
3. Robert Kubica, BMW, 6
4. Fernando Alonso, Renault, 5
5. Nick Heidfeld, BMW, 4
6. Felipe Massa, Ferrari, 3
7. Lewis Hamilton, McLaren-Mercedes, 2
8. Mark Webber, Red Bull-Renault, 1
9. Kimi Räikkönen, Ferrari
10. Nelsinho Piquet, Renault
11. Timo Glock, Toyota
12. Kazuki Nakajima, Williams-Toyota
13. Jarno Trulli, Toyota
14. Nico Rosberg, Williams-Toyota
15. Jenson Button, Honda
16. David Coulthard, Red Bull-Renault
17. Rubens Barrichello, Honda
18. Sébastien Bourdais, Toro Rosso-Ferrari
19. Adrian Sutil, Force India-Ferrari

### Förare som bröt loppet
- Giancarlo Fisichella, Force India-Ferrari (varv 11, olycka)